# مارک لارنس
مارک لارنس (انگلیسی: Marc Lawrence؛ ۱۷ فوریهٔ ۱۹۱۰ – ۲۸ نوامبر ۲۰۰۵) یک هنرپیشه اهل ایالات متحده آمریکا بود. وی بین سال‌های ۱۹۳۲ تا ۲۰۰۳ میلادی فعالیت می‌کرد.

## گزیده فیلمشناسی
از فیلم‌ها یا برنامه‌های تلویزیونی که وی در آن نقش داشته‌است می‌توان به آثار زیر اشاره کرد.
- خانمی برای یک روز (۱۹۳۳)
- مأموران اف‌بی‌آی (۱۹۳۵)
- سن کوئنتین (فیلم ۱۹۳۷) (۱۹۳۷)
- سایه (فیلم ۱۹۳۷) (۱۹۳۷)
- کوچه بن‌بست (فیلم ۱۹۳۹) (۱۹۳۹)
- دختر خانه‌دار (۱۹۳۹)
- جانی آپولو (۱۹۴۰)
- بریگم یانگ (فیلم) (۱۹۴۰)
- شکوفه در غبار (۱۹۴۱)
- آن شبح را بگیرید (۱۹۴۱)
- ندای دره (۱۹۴۲)
- حادثه آکس‌بو (۱۹۴۳)
- تامپیکو (فیلم) (۱۹۴۴)
- دیلینجر (فیلم ۱۹۴۵) (۱۹۴۵)
- ماجرای مرموز و پرالتهاب (فیلم ۱۹۴۶) (۱۹۴۶)
- تنهایی قدم می‌زنم (۱۹۴۸)
- کی لارگو (۱۹۴۸)
- جنگل آسفالت (فیلم) (۱۹۵۰)
- ابوت و کاستلو در لژیون خارجی (۱۹۵۰)
- دختران خطرناک هستند (۱۹۵۲)
- تعطیلات با یک گانگستر (۱۹۵۴)
- ماه نو (فیلم ۱۹۵۵) (۱۹۵۵)
- هلن تروآ (فیلم) (۱۹۵۶)
- جانی کول (فیلم) (۱۹۶۳)
- فاتح غرب (۱۹۶۷)
- الماس‌ها همیشگی‌اند (۱۹۷۱)
- مردی با طپانچه طلایی (فیلم) (۱۹۷۴)
- ماراتن من (۱۹۷۶)
- حقه‌بازی (۱۹۷۸)
- سوپرپلیس (۱۹۸۰)
- گربه و سگ (۱۹۸۲)
- راحتی بزرگ (فیلم) (۱۹۸۶)
- سرخ خونی (۱۹۸۹)
- روبی (فیلم) (۱۹۹۲)
- چهار اتاق (۱۹۹۵)
- از گرگ‌ومیش تا سحر (۱۹۹۶)
- گوتی (فیلم ۱۹۹۶) (۱۹۹۶)
- پایان دوران (فیلم) (۱۹۹۹)
- اخبار کشتیرانی (۲۰۰۱)
- لونی تونز: بازگشت به مبارزه (۲۰۰۳)

## برای مطالعهٔ بیشتر
- Humphreys, Justin (2006). "Marc Lawrence". Names You Never Remember, With Faces You Never Forget: Interviews with the Movies' Character Actors (softcover) (First ed.). Albany, GA: BearManor Media. pp. 218–242. ISBN 978-1-62933-094-5.